# Berberisfamilie
De Berberisfamilie (Berberidaceae) is een familie van tweezaadlobbige planten. De meeste soorten zijn heesters, sommige zijn kruidachtige planten.
Er is geen hechte overeenstemming over de samenstelling van de familie. In de ruime, moderne omschrijving (volgens APG) bevat de familie zo'n 700 soorten, waarvan 600 in het geslacht Berberis. Er worden dan wel twee onderfamilies onderscheiden, Berberidoideae en Nandinoideae. De meeste soorten komen voor in Oost-Azië en oostelijk Noord-Amerika, maar ook in Zuid-Amerika, noordelijk Afrika en gematigde streken van het noordelijk halfrond worden vertegenwoordigers van de familie aangetroffen.
In Nederland komt van nature alleen zuurbes (Berberis vulgaris) voor, maar Roze berberis (Berberis aggregata), mahonie (Berberis aquifolium), Japanse berberis (Berberis thunbergii) en epimedium (Epimedium alpinum) worden verwilderd aangetroffen.

## Geslachten
Volgens Vascular Plant Families and Genera (1992) bestaat de familie uit achttien geslachten:
Aceranthus, Achlys, Berberis, Bongardia, Caulophyllum, Diphylleia, Dysosma, Epimedium, Gymnospermium, Jeffersonia, Leontice, Mahonia, Nandina, Plagiorhegma, Podophyllum, Ranzania, Sinopodophyllum, Vancouveria